# Pouzza Fest
Le Pouzza Fest est un festival de musique punk rock qui a lieu annuellement à Montréal. Fondé en 2011, il est présenté durant trois jours en mai sur des scènes intérieures et extérieures, principalement au centre-ville de Montréal. Le nom du festival est un mot-valise composé des mots poutine et pizza.

## Histoire

### Fondation
Le Pouzza Fest est fondé par Hélène McKoy et Hugo Mudie du groupe punk local The Sainte Catherines, inspirés par le festival annuel The Fest de Gainesville en Floride,, où le groupe avait joué. L'événement est produit par L'Écurie, l'agence de spectacle fondée par Mudie. La première édition du Pouzza Fest se déroule les 21, 22 et 23 mai 2011 et 118 concerts y sont présentés sur 4 scènes, dont celle des Foufounes Électriques.
Décrit comme un festival punk par ses cofondateurs, le Pouzza Fest insiste pour ne pas se cantonner à une définition trop restrictive du punk rock, et inclut dès le départ des groupes de différents horizons musicaux, du punk hardcore au pop punk en passant par le folk, le ska ou le garage rock. L'un des objectifs initiaux du festival est d'attirer à Montréal des groupes n'y ayant pas mis les pieds depuis longtemps ; l'édition originale de 2011 marque par exemple le premier spectacle de Lifetime dans cette ville depuis 1996, ainsi que les premiers concerts à Montréal en 30 ans d'existence pour et Channel 3 et Zero Boys.
Le Pouzza Fest tire son nom d'un mot-valise composé des mots poutine et pizza, deux mets généralement consommés en fin de soirée au centre-ville de Montréal. Pouzza devient un plat « inventé » pour l'occasion. Mudie explique le choix de deux des nourritures parmi les plus « grasses » pour qu'ils décrivent le festival comme une occasion de se « bourrer la face de punk rock pendant trois jours », ce qui explique la grande quantité d'artistes participants et la diversité des styles musicaux mis en valeur pendant l'événement.

### Évolution
Environ 5 000 personnes assistent à la seconde édition du Pouzza Fest en 2012. 
En 2013, le Pouzza Fest a pour la première une scène extérieure, à l'invitation du Quartier des spectacles, et propose pour la première fois son volet familial appelé « Pouzza Bambino », qui s'adresse aux enfants et à leurs parents mélomanes.
En 2014, la 4e édition de l'événement met en vedette plus de 200 groupes dans 10 clubs ou scènes, le festival élargit son volet extérieur, et des camions-restaurant offrent de la poutine.
L'organisation du festival est principalement le travail du duo Mudie-McKoy, aidé de dizaines de bénévoles, au cours des cinq premières années, mais le futur demeure incertain et les dettes s'accumulent, faisant craindre la fin de l'événement. Le Pouzza Fest se repositionne pour 2016, le duo vendant des parts du festival à de nouveaux partenaires, sollicitant l'avis des vétérans de la scène locale Stomp Records, et éliminant la présence corporative pour travailler plutôt avec des commanditaires indépendants. 
Au fil des ans, le festival, malgré sa croissance incontestable, continue de sélectionner ses têtes d'affiche parmi des artistes négligés par des festivals aux moyens plus considérables tels le Rockfest de Montebello et Heavy MTL. Il présente néanmoins un plus grand nombre d'événements qu'à ses débuts. 
En 2016, à l'occasion du 6e Pouzza Fest, on y présente une soirée d'humour, un « brunch hardcore », des « barbecues acoustiques », des cours extérieurs de yoga et des expositions d'arts visuels. Une partie de baseball, événement caritatif auquel participe l'ancien joueur professionnel Bill « Spaceman » Lee, a également lieu avec comme enjeu le « Pouzza de cristal ». Le festival est également une occasion de faire connaître certaines microbrasseries, dont plusieurs sont commanditaires de l'événement,. 

## Scènes
Le festival est présenté dans diverses salles et bars du Quartier des spectacles. Lors de l'édition 2017, 6 salles et un site extérieur servent de lieux de présentation, pour un total de 8 scènes. (la salle des Foufounes électriques comptant deux scènes)
| Sites                     | Localisation                        | Coordonnées géographiques    | Laissez-passer | Billet quotidien | Billet à la porte |
| ------------------------- | ----------------------------------- | ---------------------------- | -------------- | ---------------- | ----------------- |
| Extérieurs                |                                     |                              |                |                  |                   |
| Le Jardin des bières      | Parterre du Quartier des spectacles | 45° 30′ 36″ N, 73° 34′ 07″ O |                |                  |                   |
| Intérieurs                |                                     |                              |                |                  |                   |
| Café Cléopâtre 18+        | 1230, boulevard Saint-Laurent       | 45° 30′ 35″ N, 73° 33′ 49″ O |                |                  |                   |
| Foufounes électriques 18+ | 87, rue Sainte-Catherine Est        | 45° 30′ 40″ N, 73° 33′ 48″ O |                |                  |                   |
| Garage des Foufs 18+      | 87, rue Sainte-Catherine Est        | 45° 30′ 40″ N, 73° 33′ 48″ O |                |                  |                   |
| Katacombes 18+            | 1635, boulevard Saint-Laurent       | 45° 30′ 41″ N, 73° 34′ 07″ O |                |                  |                   |
| Théâtre Sainte-Catherine  | 264, rue St-Catherine Est           | 45° 30′ 44″ N, 73° 33′ 49″ O |                |                  |                   |
| Taverne Midway 18+        | 1219, boulevard Saint-Laurent       | 45° 30′ 35″ N, 73° 33′ 56″ O |                |                  |                   |

## Éditions
Les listes des artistes ne sont pas exhaustives.

### 2011
À sa toute première édition, les groupes en vedette au festival sont Bad Astronaut, Zero Boys, The Queers, Two Cow Garage, The Sainte Catherines, Dear Landlord, Mixtapes, Maladroit, Whiskey Sunday, Jon Snodgrass, After the Fall, Banner Pilot, The Holy Mess et plus de 150 groupes locaux et internationaux.

### 2012
En 2012, pour la deuxième édition, Lagwagon, Hot Water Music, Less Than Jake, Poison Idea, Naked Raygun, Bouncing Souls, Suicide Machines, Hellbastard, The Dwarves, Meatmen, The Lawrence Arms et Voodo Glow Skulls sont les têtes d'affiche parmi les quelque 200 groupes présents.
Environ 5 000 personnes assistent à la seconde édition du Pouzza.

### 2013
À sa troisième édition, le festival met en vedette les groupes MxPx, American Steel, Braid, Big D and the Kids Table, Teenage Bottlerocket, Grade, Citizen, White Lung, Lemuria, The Ataris, Masked Intruder et Guerilla Poubelle. Au total, près de 200 groupes participent à cette édition.
C'est aussi la première année où le volet familial, baptisé Pouzza Bambino, est présenté au parterre du Quartier de spectacles.

### 2014
Les 16, 17 et 18 mai 2014 a lieu Pouzza IV avec Dillinger Four, Mad Caddies, From Ashes Rise, Chixdiggit, The Menzingers, Reagan Youth et près de 100 groupes invités.

### 2015
La cinquième édition se tient du 15 au 17 mai 2015 et le festival fait appel aux groupes Municipal Waste, 88 Fingers Louie, Joey Cape de Lagwagon, Teenage Bottlerocket, The Dwarves, Punk Rock Karaoke, The Muffs, The Planet Smashers et quelque 150 groupes invités.

### 2016
La sixième édition du festival a lieu les 20, 21 et 22 mai 2016. Les têtes d'affiche sont Less Than Jake, Sick of It All, The Sainte Catherines (jouant leur album Dancing for Decadence en entier), The Suicide Machines (jouant l'album Destruction by Definition), The Planet Smashers (jouant l'album Life of the Party), Big D and the Kids Table (jouant l'album The Gipsy Hill). Parmi la centaine de groupes invités, il y a aussi The Dreadnoughts, Dead to Me, Belvedere, The Fleshtones, Ringworm, Get Dead, Brendan Kelly de Lawrence Arms, Les Breastfeeders, Such Gold et Lemuria.
En plus du volet musical, le Pouzza Fest présente pour la première fois une soirée d'humour, ainsi qu'un tournoi de baseball amical avec des personnalités publiques telles que Bill Lee et Georges Laraque au parc Jeanne-Mance.

### 2017
Lors de sa septième édition, les 19, 20 et 21 mai 2017, le festival a comme têtes d'affiche Lagwagon, PUP, The Flatliners, RVIVR, The Slackers, The Real McKenzies, Joey Cape (de Lagwagon), Tim Barry (d'Avail), Red City Radio, Iron Chic, Tagada Jones, Mustard Plug, Broadway Calls, le rappeur SIMS, Off With Their Heads et beaucoup d'autres. Au total, plus de 150 groupes partagent la scène,.